# 腰浜町
腰浜町（こしはまちょう）は、福島県福島市の町名。丁番を持たない単独町名である。郵便番号は960-8135。

## 地理
市の本庁所管にあたる中央東地域に属し、中心市街地の南東部、阿武隈川左岸に位置する。東西は阿武隈川から福島市道腰浜町桜木町2号線などにかけて、南北は阿武隈川から福島市道桜木町腰浜町線等にかけての範囲を町域とする。北で桜木町と、北東で東浜町と、東から南にかけて阿武隈川を挟み渡利と、南西で上浜町と、西で浜田町と隣接する。上町に所在する 福島警察署及び天神町に所在する福島消防署のそれぞれ管轄にあたる。町内は住宅地が広がる。町名の由来は郡区町村制施行時の自治体であり、かつての大字である腰浜（こしのはま）からきているが、町名は「の」が無い。町内にある「腰浜」が施設名に含まれる施設の中には、旧来の「こしのはま」の読み方を用いているものも存在する。

### 河川
- 阿武隈川

## 歴史
1940年代に従来の大字腰浜を廃し、地番呼称変更が行われ設置された。1964年に住居表示が実施され現在に至る。

## 世帯数と人口
2021年（令和3年）10月31日現在の世帯数と人口は以下の通りである。
| 町丁   | 世帯数   | 人口   |
| ------ | -------- | ------ |
| 腰浜町 | 1022世帯 | 2015人 |

## 小・中学校の学区
市立小・中学校に通う場合、学区は以下の通りとなる。
| 番地 | 小学校                 | 中学校                 |
| ---- | ---------------------- | ---------------------- |
| 全域 | 福島市立福島第二小学校 | 福島市立福島第二中学校 |

## 交通

### 鉄道
- 域内に鉄道施設は存在しない。

### 道路
- 国道114号渡利バイパス
  - 渡利大橋
- 福島市道32号矢剣町本内線（未事業化路線）

### バス
福島交通路線バス
成蹊中学校
- 0番ポール
  - ヘルシーランド・東浜町経由福島赤十字病院
  - 新町経由福島駅東口
  - 東浜町経由福島赤十字病院
- 31番ポール
  - メロディバス

## 施設
- 福島成蹊中学校・高等学校
- 福島敬香保育園
- 福島市身体障がい者福祉センター 腰の浜会館
- 福島障害者職業センター
- 曹洞宗龍鳳寺
- 腰浜緑地